# Браслет

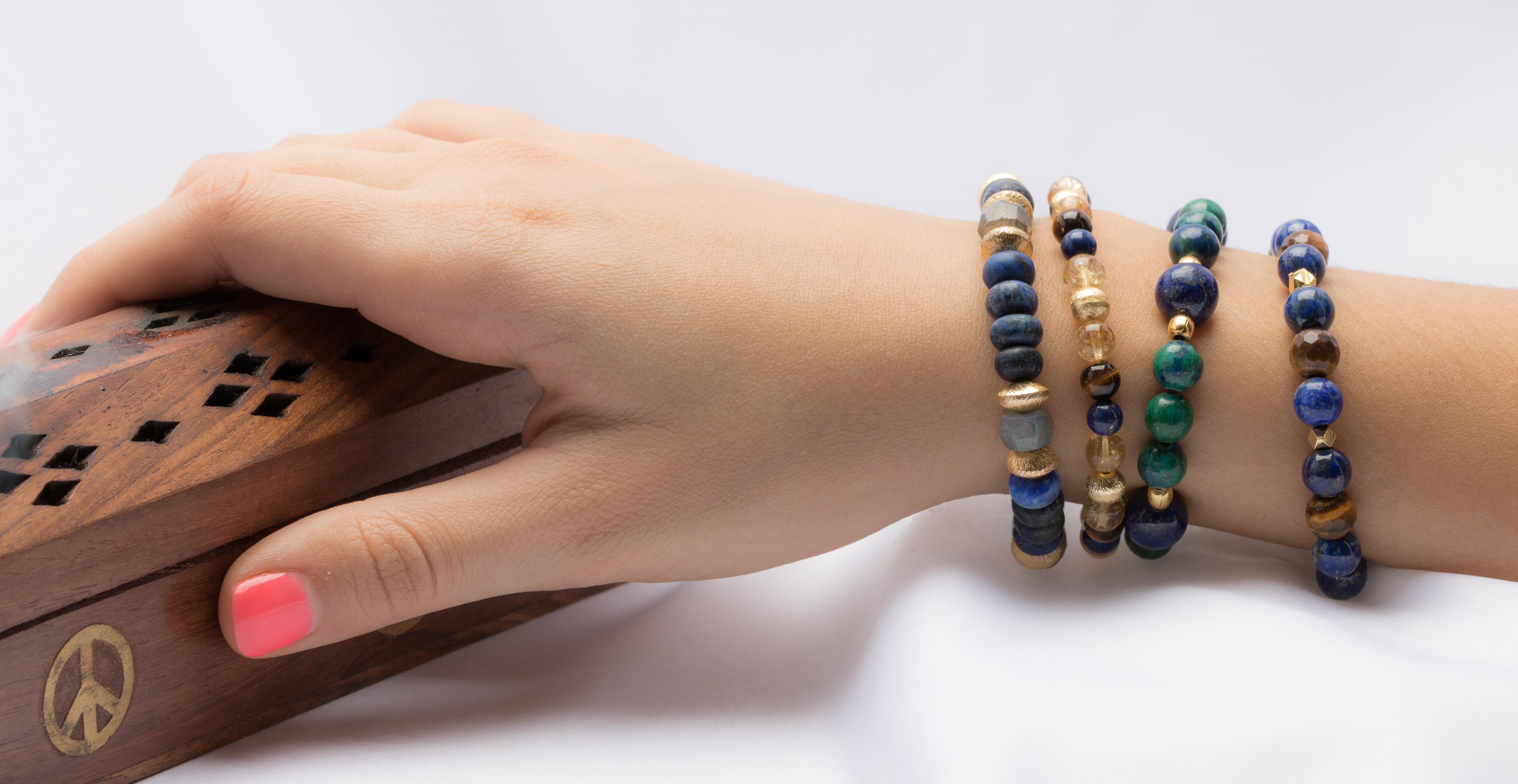
Рука з браслетом з «каменів сили» з дорогоцінних каменів і коробка з кадилом

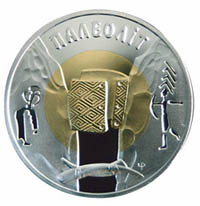
18000 років тому. Мізинський браслет із ікла мамута на національній монеті України

Брасле́т — бранзолє́та, переважно жіноча прикраса, що одягалася на кінцівку, здебільшого на руку — зап'ястя, чи над ліктем. Відомі від неолітичних часів як меандрові браслети з кісток мамута, зроблені 18000 років тому (див. Мізинська стоянка, Україна, Чернігівщина). У стародавній Русі браслети носилися поверх довгих рукавів сорочки. Інколи браслет, це просто предмет одягу.
Браслети можуть бути виготовлені з тканини, шкіри, пластику або металу, іноді містять каміння, дерево та/або панцирі тварин. До них іноді входять годинник або інші вимірювальні прилади (зокрема термометр, тахометр, барометр).
Також браслети можна використовувати з медичною метою. Визначальні та медичні браслети — це браслети, які дозволяють завжди мати при собі важливі дані. Таким чином, за певних надзвичайних подій, вони дають змогу повідомити особам, що надають першу допомогу людині, життєво важливу інформацію, яку треба взяти до уваги для забезпечення порятунку. Існують браслети щодо медичного визначення та оповіщення людей із діабетом, хворобою Альцгеймера й епілепсією. Також можна знайти протиалергійні браслети із зазначенням алергенів та лікарень.
Деякі люди носять браслети як талісмани на щастя, наприклад так званий бразильський браслет.
Після початку розв'язаної Російською Федерацією 2014 року війни проти України, а особливо після російської навали у лютому 2022 року, серед українців і їхніх прихильників, набули поширення патріотичні браслети-обереги із тканини, бісеру, тощо та браслети виживання із паракорду, здебільшого для воїнів.
Зменшення розмірів у радіотехнологіях, дозволила створити електронні браслети, які дають можливість віддалено стежити за людьми, котрі переважно підозрюються у порушенні законів: ця суперечлива технологія розглядається в багатьох країнах як противага ув'язненню.
У деяких випадках ми називаємо «браслетом» схожі предмети, які носять навколо кісточки, зазвичай на обох ногах.
Відомий серед технарів і антистатичний браслет — пристрій, який розміщується навколо зап'ястя і використовується для усунення електростатичних зарядів під час роботи з чутливими електронними складниками.
У множині, слово браслети — жаргонний вислів про кайданки.